# Temporada da NHL de 1930–31
A temporada da NHL de 1930–31 foi a 14.ª  temporada da National Hockey League (NHL). Dez times jogaram 44 partidas cada. O Montreal Canadiens bateu o Chicago Black Hawks por 3-2 na série melhor de 5 da final da Stanley Cup para ganhar sua segnkisnmemmhkujjmkjys8mmi8unda Copa consecutivaslqlwlll

## Negócios da Liga
Art Ross reclamou veementemente sobre o formato da final da Stanley Cup. Seu time foi derrotado em duas partidas consecutivas pelo Montreal Canadiens em 1929–30. Como resultado, o Quadro de Governadores decidiu fazer a final em uma série melhor de 5.

## Temporada Regular
A Grande Depressão estava começando a causar seu estrago na NHL. Em tentativas para resolver os problemas financeiros, o Pittsburgh Pirates mudou-se para Filadélfia e se tornou o Philadelphia Quakers, mas não havia nada de importante no time para ganhar jogos ou torcedores. Foi decidido que o time ficaria em Filadélfia apenas até a construção de uma nova arena em Pittsburgh. A arena nunca foi construída, e o time faliu após uma temporada na nova cidade.
O Ottawa Senators estava com problemas financeiros semelhantes, mas em vez de serem realocados, vendera a estrela e futuro integrante do Hall da Fama, King Clancy, ao Toronto Maple Leafs por $35.000 e  dois jogadores. Mesmo após a venda de Clancy, os donos dos Senators colocaram o time à venda por $200.000, embora nenhuma proposta tenha chegado perto daquele valor. O time suspenderia as operações antes do início da temporada seguinte.
Howie Morenz liderou a artilharia da liga.
Dick Irvin começou sua carreira como técnico com o Chicago e eles terminaram em segundo na Divisão Americana. Ele se demitiu ao fim da temporada após ter levado os Black Hawks às finais.
Essa temporada também viu o Detroit Cougars ser renomeado para Detroit Falcons.

### Classificação Final
Nota: V = Vitórias, D = Derrotas, E = Empates, Pts = Pontos, GP= Gols Pró, GC = Gols Contra, PEM = Penalizações em minutos

Nota: Times que se classificaram aos play-offs estão em negrito.
| Divisão Canadense   | PJ | V  | D  | E  | Pts | GP  | GC  | PEM |
| ------------------- | -- | -- | -- | -- | --- | --- | --- | --- |
| Montreal Canadiens  | 44 | 26 | 10 | 8  | 60  | 129 | 89  | 602 |
| Toronto Maple Leafs | 44 | 22 | 13 | 9  | 53  | 118 | 99  | 540 |
| Montreal Maroons    | 44 | 20 | 18 | 6  | 46  | 105 | 106 | 568 |
| New York Americans  | 44 | 18 | 16 | 10 | 46  | 76  | 74  | 495 |
| Ottawa Senators     | 44 | 10 | 30 | 4  | 24  | 91  | 142 | 486 |

| Divisão Americana    | PJ | V  | D  | E | Pts | GP  | GC  | PEM |
| -------------------- | -- | -- | -- | - | --- | --- | --- | --- |
| Boston Bruins        | 44 | 28 | 10 | 6 | 62  | 143 | 90  | 403 |
| Chicago Black Hawks  | 44 | 24 | 17 | 3 | 51  | 108 | 78  | 416 |
| New York Rangers     | 44 | 19 | 16 | 9 | 47  | 106 | 87  | 514 |
| Detroit Falcons      | 44 | 16 | 21 | 7 | 39  | 102 | 105 | 429 |
| Philadelphia Quakers | 44 | 4  | 36 | 4 | 12  | 76  | 184 | 477 |

### Artilheiros
PJ = Partidas Jogadas, G = Gols, A = Assistências, Pts = Pontos, PEM = Penalizações em Minutos
| Jogador          | Time                | PJ | G  | A  | Pts | PEM |
| ---------------- | ------------------- | -- | -- | -- | --- | --- |
| Howie Morenz     | Montreal Canadiens  | 39 | 28 | 23 | 51  | 49  |
| Ebbie Goodfellow | Detroit Red Wings   | 44 | 25 | 23 | 48  | 32  |
| Charlie Conacher | Toronto Maple Leafs | 37 | 31 | 12 | 43  | 78  |
| Bill Cook        | New York Rangers    | 43 | 30 | 12 | 42  | 39  |
| Ace Bailey       | Toronto Maple Leafs | 40 | 23 | 19 | 42  | 46  |
| Joe Primeau      | Toronto Maple Leafs | 38 | 9  | 32 | 41  | 18  |
| Nels Stewart     | Montreal Maroons    | 42 | 25 | 14 | 39  | 75  |
| Frank Boucher    | New York Rangers    | 44 | 12 | 27 | 39  | 20  |
| Cooney Weiland   | Boston Bruins       | 44 | 25 | 13 | 38  | 14  |
| Bun Cook         | New York Rangers    | 44 | 18 | 17 | 35  | 72  |
| Aurel Joliat     | Montreal Canadiens  | 43 | 13 | 22 | 35  | 73  |

## Playoffs
Em 26 de março, durante o segundo jogo da série melhor de 5 entre os Bruins e os Canadiens, o técnico e administrador Art Ross de Boston tirou seu goleiro por um atacante extra quando perdia por 1-0 com 40 segundos faltando no último período. A tentativa não obteve sucesso. Essa marcou a primeira vez na Stanley Cup que um goleiro foi retirado por um atacante extra.

### Final da Stanley Cup
Na série final, o Chicago Black Hawks conseguiu uma liderança inicial de 2 jogos a 1 na recém-expandida série final da Stanley Cup, mas o Montreal Canadiens virou e venceu a série por 3-2 para sua segunda taça da Stanley Cup seguida.
Montreal Canadiens vs. Chicago Blackhawks
| Data        | Visitante          | Placar | Mandante           | Placar | Notas |
| ----------- | ------------------ | ------ | ------------------ | ------ | ----- |
| 3 de abril  | Montreal Canadiens | 2      | Chicago Blackhawks | 1      |       |
| 5 de abril  | Montreal Canadiens | 1      | Chicago Blackhawks | 2      | 2OT   |
| 9 de abril  | Chicago Blackhawks | 3      | Montreal Canadiens | 2      | 3OT   |
| 11 de abril | Chicago Blackhawks | 1      | Montreal Canadiens | 2      |       |
| 14 de abril | Chicago Blackhawks | 1      | Montreal Canadiens | 2      |       |

Montreal venceu a série melhor de 5 por 3–2.

## Prêmios da NHL
| Prêmios da NHL de 1930–31  | Prêmios da NHL de 1930–31        |
| -------------------------- | -------------------------------- |
| Copa O'Brien:              | Montreal Canadiens               |
| Troféu Príncipe de Gales:  | Boston Bruins                    |
| Troféu Memorial Hart:      | Howie Morenz, Montreal Canadiens |
| Troféu Memorial Lady Bing: | Frank Boucher, New York Rangers  |
| Troféu Vezina:             | Roy Worters, New York Americans  |

### Times das Estrelas
Essa foi a primeira temporada em que a NHL nomeou suas 'estrelas'.
| Primeiro Time                         | Position | Segundo Time                      |
| ------------------------------------- | -------- | --------------------------------- |
| Charlie Gardiner, Chicago Black Hawks | G        | Tiny Thompson, Boston Bruins      |
| Eddie Shore, Boston Bruins            | D        | Sylvio Mantha, Montreal Canadiens |
| King Clancy, Toronto Maple Leafs      | D        | Ching Johnson, New York Rangers   |
| Howie Morenz, Montreal Canadiens      | C        | Frank Boucher, New York Rangers   |
| Bill Cook, New York Rangers           | RW       | Dit Clapper, Boston Bruins        |
| Aurel Joliat, Montreal Canadiens      | LW       | Bun Cook, New York Rangers        |
| Lester Patrick, New York Rangers      | Coach    | Dick Irvin, Chicago Black Hawks   |

## Estreias
O seguinte é uma lista de jogadores importantes que jogaram seu primeiro jogo na NHL em 1930–31 (listados com seu primeiro time, asterisco(*) marca estreia nos play-offs):
- Art Chapman, Boston Bruins
- Doc Romnes, Chicago Black Hawks
- John Sorrell, Detroit Falcons
- Johnny Gagnon, Montreal Canadiens
- Paul Haynes, Montreal Maroons
- Dave Kerr, Montreal Maroons
- Alex Levinsky, Toronto Maple Leafs
- Bob Gracie, Toronto Maple Leafs

## Últimos Jogos
O seguinte é uma lista de jogadores importantes que jogaram seu último jogo na NHL em 1930-31  (listados com seu último time):
- Frank Fredrickson, Detroit Falcons
- Bert McCaffrey, Montreal Canadiens
- Joe Simpson, New York Americans
- Babe Dye, Toronto Maple Leafs